# Акаланка Пејрис
Димут Акаланка Пејрис (енгл. Dimuth Akalanka Peiris, синх. දිමුත් අකලන්කා පීරිස්, там. திமுத் அகலங்கா பீரிஸ்; Коломбо, 11. јануар 2000) шриланкански је пливач чија ужа специјалност су трке леђним стилом. 

## Спортска каријера
Пејрис се такмичи на међународној сцени од 2015. и Светског јуниорског првенства које је те године одржано у Сингапуру.
Прво велико сениорско такмичење на коме је наступио су биле Игре комонвелта 2018. у Гоулд Коусту, где је успео да исплива нови национални рекорд у трци на 50 леђно. Исте године се такмичио и на Азијским играма у Џакарти и Олимпијским играма младих у Буенос Ајресу. 
Деби на сениорским светским првенствима је имао на светском првенству у великим базенима у корејском Квангџуу 2019, где је наступио у квалификацијама обе спринтерске трке леђним стилом. У трци на 50 леђно је заузео 55. место, док је на 100 леђно имао 52. резултат квалификација.